# 女王陛下のお気に入りの受賞とノミネートの一覧
『女王陛下のお気に入り』(The Favourite)は、2018年の愛米英合作の歴史・コメディドラマ映画。監督はヨルゴス・ランティモス。脚本はデボラ・デイヴィスとトニー・マクナマラ。主演はオリヴィア・コールマン。共演はエマ・ストーン、レイチェル・ワイズ、ニコラス・ホルト、ジョー・アルウィン、ジェームズ・スミス、マーク・ゲイティスら。話は18世紀初頭のイギリスの王宮を舞台に、スペイン継承戦争下、女王のアン (オリヴィア・コールマン)のお気に入りになるために現側近のレディ・サラ (レイチェル・ワイズ)と、サラの従妹のアビゲイル・メイシャム (エマ・ストーン)が激しい闘争を繰り広げるというものである。
本作は2018年8月30日の第75回ヴェネツィア国際映画祭で世界初上映され、審査員大賞と女優賞(コールマン)を受賞した。アメリカではフォックス・サーチライト・ピクチャーズによって、2018年11月23日に公開された。一館あたりの平均オープニング興収は10万5603ドルとなり、その年最高の平均オープニング興収を叩き出した。製作費は1500万ドルだが、興収は5310万ドルを超え、興行的に成功した。さらに、批評家からも絶賛を受け、特に脚本と演出、撮影、衣装デザイン、音楽、そして、主演3人(コールマン、ストーン、ワイズ)の演技が絶賛された。Rotten Tomatoesでは、344個の批評家レビューのうち94%が支持評価を下し、平均評価は10点中8.5点となった。MetacriticではMetascoreが53個の批評家レビューに基づき、加重平均値は100点中90点となり、サイトは本作の評価を「世界的な絶賛」と示し、。2018年のMetacriticで12番目に評価の高い作品となった。
本作は英国インディペンデント映画賞でその年最多となる13部門でノミネートに挙がり、作品賞を含む10部門を受賞した。第72回英国アカデミー賞でもその年最多の12部門でノミネートされ、7部門を受賞した。第91回アカデミー賞では『ROMA/ローマ』と共に、その年最多タイとなる10部門にノミネートされ第76回ゴールデングローブ賞では5部門にノミネートされた。オリヴィア・コールマンはアカデミー賞、英国アカデミー賞、ゴールデングローブ賞で主演女優賞を受賞した。

## 受賞とノミネート

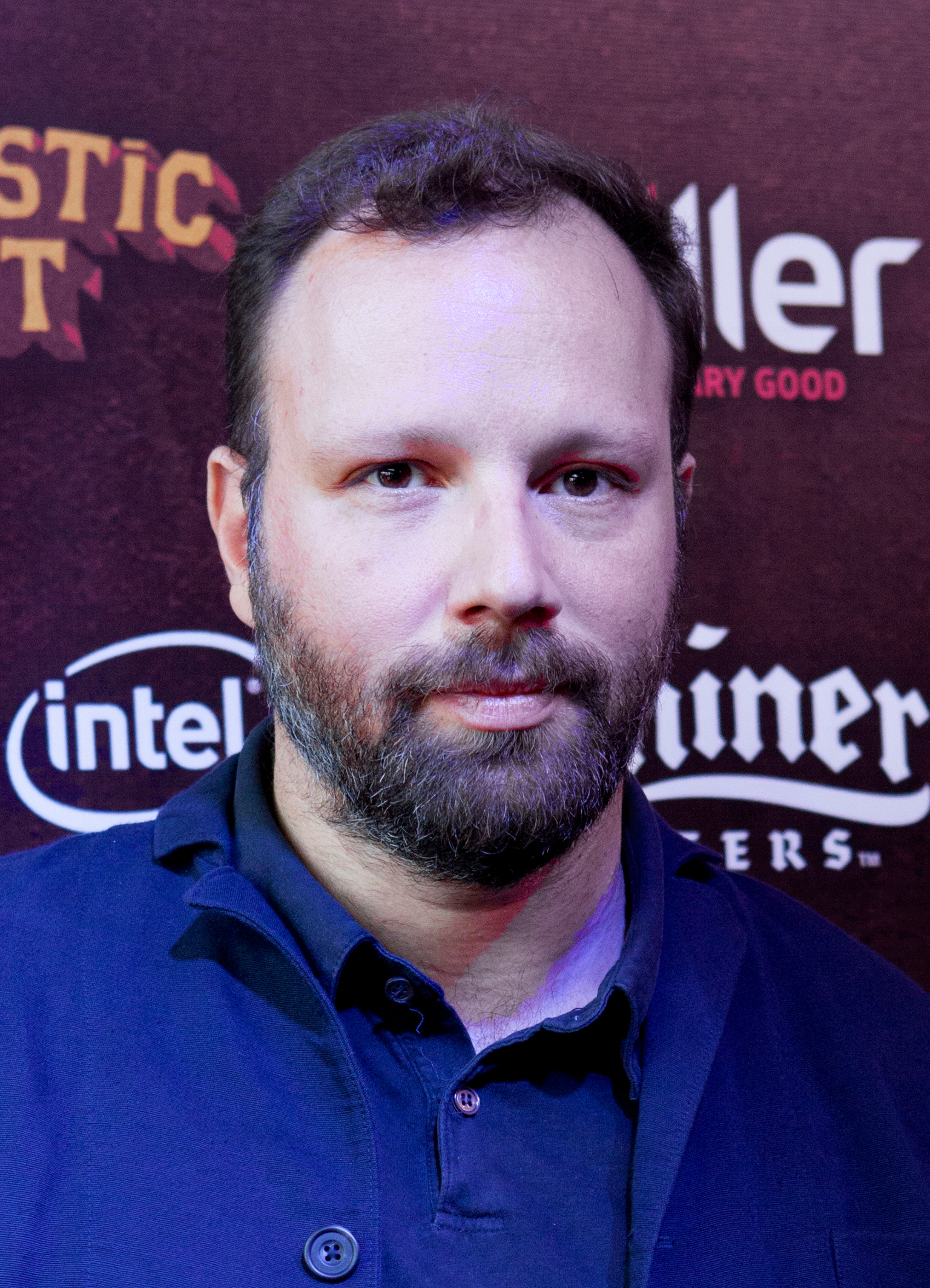
監督のヨルゴス・ランティモス

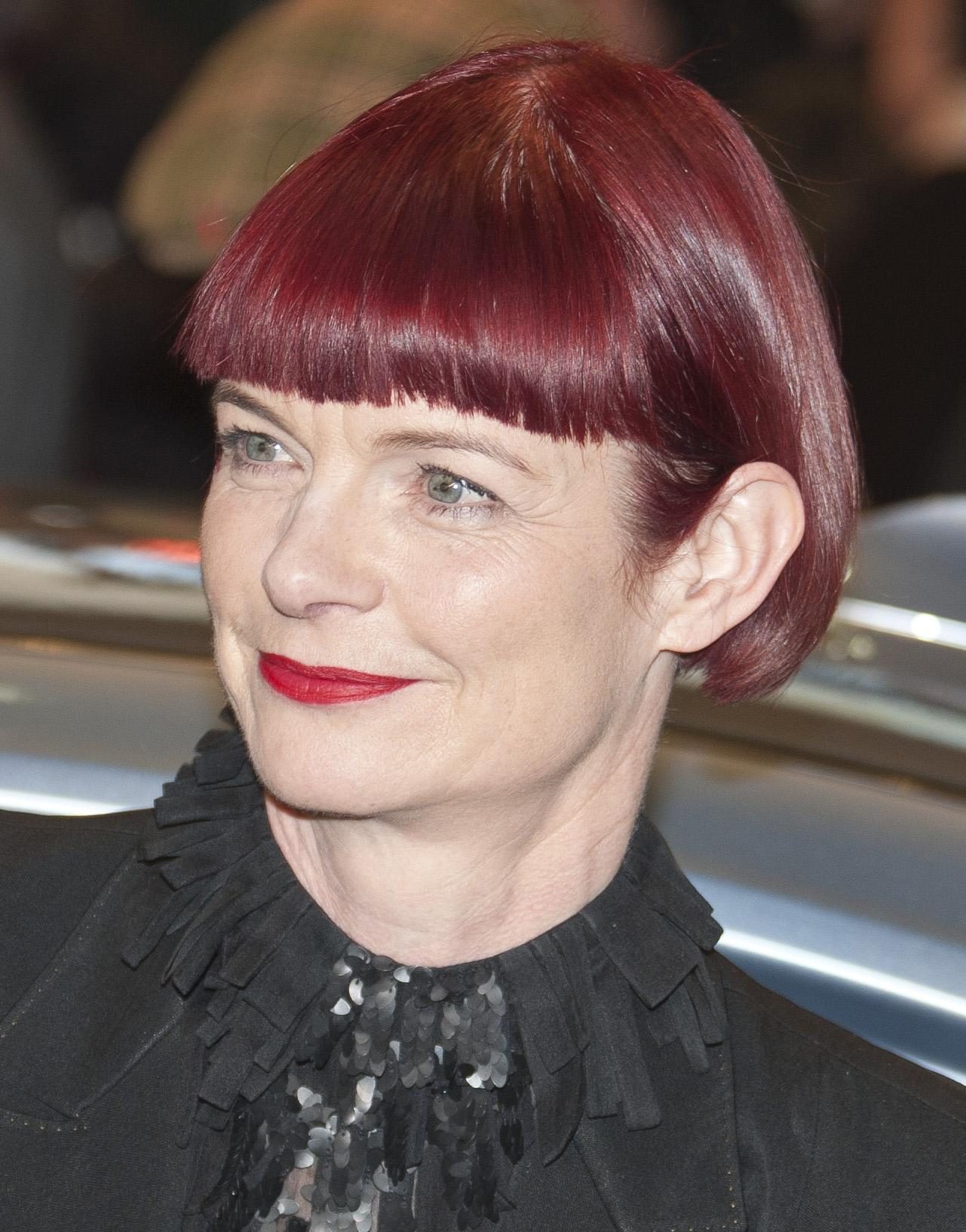
衣装のサンディ・パウエル

| 賞                                       | 日付           | 部門                                               | 対象 | 結果       | 出典                        |
| ---------------------------------------- | -------------- | -------------------------------------------------- | --- | ---------- | --------------------------- |
| オーストラリア映画テレビ芸術アカデミー賞 | 2019年1月4日   | 監督賞 (国際部門)                                  | ヨルゴス・ランティモス | ノミネート | [ 12 ] [ 13 ]               |
| オーストラリア映画テレビ芸術アカデミー賞 | 2019年1月4日   | 脚本賞 (国際部門)                                  | デボラ・デイヴィス トニー・マクナマラ | 受賞       | [ 12 ] [ 13 ]               |
| オーストラリア映画テレビ芸術アカデミー賞 | 2019年1月4日   | 主演女優賞 (国際部門)                              | オリヴィア・コールマン | 受賞       | [ 12 ] [ 13 ]               |
| 大人のための映画賞                       | 2019年2月4日   | 脚本賞                                             | デボラ・デイヴィス トニー・マクナマラ | ノミネート | [ 14 ]                      |
| アカデミー賞                             | 2019年2月24日  | 作品賞                                             | セシ・デンプシー エド・ギニー リー・マジデイ ヨルゴス・ランティモス                                                                                             | ノミネート | [ 15 ]                      |
| アカデミー賞                             | 2019年2月24日  | 監督賞                                             | ヨルゴス・ランティモス | ノミネート | [ 15 ]                      |
| アカデミー賞                             | 2019年2月24日  | 主演女優賞                                         | オリヴィア・コールマン | 受賞       | [ 15 ]                      |
| アカデミー賞                             | 2019年2月24日  | 助演女優賞                                         | エマ・ストーン | ノミネート | [ 15 ]                      |
| アカデミー賞                             | 2019年2月24日  | 助演女優賞                                         | レイチェル・ワイズ | ノミネート | [ 15 ]                      |
| アカデミー賞                             | 2019年2月24日  | 脚本賞                                             | デボラ・デイヴィス トニー・マクナマラ | ノミネート | [ 15 ]                      |
| アカデミー賞                             | 2019年2月24日  | 撮影賞                                             | ロビー・ライアン | ノミネート | [ 15 ]                      |
| アカデミー賞                             | 2019年2月24日  | 美術賞                                             | フィオナ・クロンビー アリス・フェルトン | ノミネート | [ 15 ]                      |
| アカデミー賞                             | 2019年2月24日  | 衣装デザイン賞                                     | サンディ・パウエル | ノミネート | [ 15 ]                      |
| アカデミー賞                             | 2019年2月24日  | 編集賞                                             | ヨルゴス・マヴロプサリディス | ノミネート | [ 15 ]                      |
| アフリカン・アメリカン映画批評家協会賞   | 2018年12月11日 | 作品賞トップ10                                     | 『女王陛下のお気に入り』 | 8位        | [ 16 ]                      |
| EDA賞                                    | 2019年1月9日   | 作品賞                                             | 『女王陛下のお気に入り』 | ノミネート | [ 17 ] [ 18 ]               |
| EDA賞                                    | 2019年1月9日   | 監督賞                                             | ヨルゴス・ランティモス | ノミネート | [ 17 ] [ 18 ]               |
| EDA賞                                    | 2019年1月9日   | 脚本賞                                             | デボラ・デイヴィス トニー・マクナマラ | 受賞       | [ 17 ] [ 18 ]               |
| EDA賞                                    | 2019年1月9日   | 主演女優賞                                         | オリヴィア・コールマン | 受賞       | [ 17 ] [ 18 ]               |
| EDA賞                                    | 2019年1月9日   | 助演女優賞                                         | エマ・ストーン | ノミネート | [ 17 ] [ 18 ]               |
| EDA賞                                    | 2019年1月9日   | 助演女優賞                                         | レイチェル・ワイズ | ノミネート | [ 17 ] [ 18 ]               |
| EDA賞                                    | 2019年1月9日   | アンサンブルキャスト - キャスティング賞            | ディクシー・チャセイ | ノミネート | [ 17 ] [ 18 ]               |
| EDA賞                                    | 2019年1月9日   | 撮影賞                                             | ロビー・ライアン | ノミネート | [ 17 ] [ 18 ]               |
| EDA賞                                    | 2019年1月9日   | 編集賞                                             | ヨルゴス・マヴロプサリディス | ノミネート | [ 17 ] [ 18 ]               |
| EDA賞                                    | 2019年1月9日   | 女性脚本賞                                         | デボラ・デイヴィス トニー・マクナマラ | 受賞       | [ 17 ] [ 18 ]               |
| EDA賞                                    | 2019年1月9日   | 勇気ある演技賞                                     | オリヴィア・コールマン | 受賞       | [ 17 ] [ 18 ]               |
| アメリカ映画編集者協会賞                 | 2019年2月1日   | 編集賞 (ミュージカル・コメディ部門)                | ヨルゴス・マヴロプサリディス | 受賞       | [ 19 ] [ 20 ]               |
| AFI賞                                    | 2019年1月4日   | トップ10                                           | 『女王陛下のお気に入り』 | 受賞       | [ 21 ] [ 22 ]               |
| 全米撮影監督協会賞                       | 2019年2月9日   | 撮影賞 (劇場公開映画部門)                          | ロビー・ライアン | ノミネート | [ 23 ]                      |
| 全米美術監督組合賞                       | 2019年2月2日   | 美術賞 (歴史映画部門)                              | フィオナ・クロンビー | 受賞       | [ 24 ] [ 25 ]               |
| オースティン映画批評家協会賞             | 2019年1月7日   | 作品賞                                             | 『女王陛下のお気に入り』 | ノミネート | [ 26 ] [ 27 ]               |
| オースティン映画批評家協会賞             | 2019年1月7日   | 監督賞                                             | ヨルゴス・ランティモス | ノミネート | [ 26 ] [ 27 ]               |
| オースティン映画批評家協会賞             | 2019年1月7日   | 主演女優賞                                         | オリヴィア・コールマン | 受賞       | [ 26 ] [ 27 ]               |
| オースティン映画批評家協会賞             | 2019年1月7日   | 助演女優賞                                         | エマ・ストーン | ノミネート | [ 26 ] [ 27 ]               |
| オースティン映画批評家協会賞             | 2019年1月7日   | 助演女優賞                                         | レイチェル・ワイズ | ノミネート | [ 26 ] [ 27 ]               |
| オースティン映画批評家協会賞             | 2019年1月7日   | 脚本賞                                             | デボラ・デイヴィス トニー・マクナマラ | ノミネート | [ 26 ] [ 27 ]               |
| オースティン映画批評家協会賞             | 2019年1月7日   | 撮影賞                                             | ロビー・ライアン | ノミネート | [ 26 ] [ 27 ]               |
| オースティン映画批評家協会賞             | 2019年1月7日   | アンサンブル演技賞                                 | 『女王陛下のお気に入り』 | ノミネート | [ 26 ] [ 27 ]               |
| オースティン映画批評家協会賞             | 2019年1月7日   | 作品賞トップ10                                     | 『女王陛下のお気に入り』 | 3位        | [ 26 ] [ 27 ]               |
| ボストン映画批評家協会賞                 | 2018年12月16日 | 監督賞                                             | ヨルゴス・ランティモス | 次点       | [ 28 ]                      |
| ボストン映画批評家協会賞                 | 2018年12月16日 | アンサンブル演技賞                                 | 『女王陛下のお気に入り』 | 次点       | [ 28 ]                      |
| 英国アカデミー賞                         | 2019年2月10日  | 作品賞                                             | セシ・デンプシー エド・ギニー リー・マジデイ ヨルゴス・ランティモス                                                                                             | ノミネート | [ 29 ] [ 30 ]               |
| 英国アカデミー賞                         | 2019年2月10日  | 監督賞                                             | ヨルゴス・ランティモス | ノミネート | [ 29 ] [ 30 ]               |
| 英国アカデミー賞                         | 2019年2月10日  | 主演女優賞                                         | オリヴィア・コールマン | 受賞       | [ 29 ] [ 30 ]               |
| 英国アカデミー賞                         | 2019年2月10日  | 助演女優賞                                         | エマ・ストーン | ノミネート | [ 29 ] [ 30 ]               |
| 英国アカデミー賞                         | 2019年2月10日  | 助演女優賞                                         | レイチェル・ワイズ | 受賞       | [ 29 ] [ 30 ]               |
| 英国アカデミー賞                         | 2019年2月10日  | 脚本賞                                             | デボラ・デイヴィス トニー・マクナマラ | 受賞       | [ 29 ] [ 30 ]               |
| 英国アカデミー賞                         | 2019年2月10日  | 撮影賞                                             | ロビー・ライアン | ノミネート | [ 29 ] [ 30 ]               |
| 英国アカデミー賞                         | 2019年2月10日  | 英国作品賞                                         | セシ・デンプシー エド・ギニー リー・マジデイ ヨルゴス・ランティモス デボラ・デイヴィス トニー・マクナマラ                                                       | 受賞       | [ 29 ] [ 30 ]               |
| 英国アカデミー賞                         | 2019年2月10日  | 美術賞                                             | フィオナ・クロンビー アリス・フェルトン | 受賞       | [ 29 ] [ 30 ]               |
| 英国アカデミー賞                         | 2019年2月10日  | 衣装デザイン賞                                     | サンディ・パウエル | 受賞       | [ 29 ] [ 30 ]               |
| 英国アカデミー賞                         | 2019年2月10日  | メイクアップ&ヘア賞                                | ナディア・ステイシー | 受賞       | [ 29 ] [ 30 ]               |
| 英国アカデミー賞                         | 2019年2月10日  | 編集賞                                             | ヨルゴス・マヴロプサリディス | ノミネート | [ 29 ] [ 30 ]               |
| BFI賞                                    | 2018年12月11日 | 『Sight & Sounds』誌が選ぶ今年最高の映画ランキング | 『女王陛下のお気に入り』 | 7位        | [ 31 ]                      |
| 英国インディペンデント映画賞             | 2018年12月2日  | 作品賞                                             | ヨルゴス・ランティモス デボラ・デイヴィス トニー・マクナマラ セシ・デンプシー エド・ギニー リー・マジデイ                                                       | 受賞       | [ 32 ] [ 33 ] [ 34 ] [ 35 ] |
| 英国インディペンデント映画賞             | 2018年12月2日  | 監督賞                                             | ヨルゴス・ランティモス | 受賞       | [ 32 ] [ 33 ] [ 34 ] [ 35 ] |
| 英国インディペンデント映画賞             | 2018年12月2日  | 主演女優賞                                         | オリヴィア・コールマン | 受賞       | [ 32 ] [ 33 ] [ 34 ] [ 35 ] |
| 英国インディペンデント映画賞             | 2018年12月2日  | 助演女優賞                                         | エマ・ストーン | ノミネート | [ 32 ] [ 33 ] [ 34 ] [ 35 ] |
| 英国インディペンデント映画賞             | 2018年12月2日  | 助演女優賞                                         | レイチェル・ワイズ | 受賞       | [ 32 ] [ 33 ] [ 34 ] [ 35 ] |
| 英国インディペンデント映画賞             | 2018年12月2日  | キャスティング賞                                   | ディクシー・チャセイ | 受賞       | [ 32 ] [ 33 ] [ 34 ] [ 35 ] |
| 英国インディペンデント映画賞             | 2018年12月2日  | 撮影賞                                             | ロビー・ライアン | 受賞       | [ 32 ] [ 33 ] [ 34 ] [ 35 ] |
| 英国インディペンデント映画賞             | 2018年12月2日  | 衣装デザイン賞                                     | サンディ・パウエル | 受賞       | [ 32 ] [ 33 ] [ 34 ] [ 35 ] |
| 英国インディペンデント映画賞             | 2018年12月2日  | 編集賞                                             | ヨルゴス・マヴロプサリディス | ノミネート | [ 32 ] [ 33 ] [ 34 ] [ 35 ] |
| 英国インディペンデント映画賞             | 2018年12月2日  | メイクアップ&ヘアデザイン賞                        | ナディア・ステイシー | 受賞       | [ 32 ] [ 33 ] [ 34 ] [ 35 ] |
| 英国インディペンデント映画賞             | 2018年12月2日  | 美術賞                                             | フィオナ・クロンビー | 受賞       | [ 32 ] [ 33 ] [ 34 ] [ 35 ] |
| 英国インディペンデント映画賞             | 2018年12月2日  | 脚本賞                                             | デボラ・デイヴィス トニー・マクナマラ | 受賞       | [ 32 ] [ 33 ] [ 34 ] [ 35 ] |
| 英国インディペンデント映画賞             | 2018年12月2日  | 音響賞                                             | ジョニー・バーン | ノミネート | [ 32 ] [ 33 ] [ 34 ] [ 35 ] |
| Camerimage                               | 2018年11月17日 | 金蛙賞                                             | ロビー・ライアン | ノミネート | [ 36 ] [ 37 ]               |
| Camerimage                               | 2018年11月17日 | 観客賞                                             | ロビー・ライアン | 受賞       | [ 36 ] [ 37 ]               |
| Chéries-Chéris                           | 2018年11月17日 | グランプリ                                         | 『女王陛下のお気に入り』 | ノミネート | [ 38 ] [ 39 ] [ 40 ]        |
| Chéries-Chéris                           | 2018年11月17日 | 特別賞                                             | 『女王陛下のお気に入り』 | 受賞       | [ 38 ] [ 39 ] [ 40 ]        |
| シカゴ映画批評家協会賞                   | 2018年12月8日  | 作品賞                                             | 『女王陛下のお気に入り』 | ノミネート | [ 41 ] [ 42 ]               |
| シカゴ映画批評家協会賞                   | 2018年12月8日  | 監督賞                                             | ヨルゴス・ランティモス | ノミネート | [ 41 ] [ 42 ]               |
| シカゴ映画批評家協会賞                   | 2018年12月8日  | 助演女優賞                                         | オリヴィア・コールマン | 受賞       | [ 41 ] [ 42 ]               |
| シカゴ映画批評家協会賞                   | 2018年12月8日  | 助演女優賞                                         | レイチェル・ワイズ | ノミネート | [ 41 ] [ 42 ]               |
| シカゴ映画批評家協会賞                   | 2018年12月8日  | 脚本賞                                             | デボラ・デイヴィス トニー・マクナマラ | ノミネート | [ 41 ] [ 42 ]               |
| シカゴ映画批評家協会賞                   | 2018年12月8日  | 美術賞                                             | 『女王陛下のお気に入り』 | 受賞       | [ 41 ] [ 42 ]               |
| シカゴ映画批評家協会賞                   | 2018年12月8日  | 撮影賞                                             | ロビー・ライアン | ノミネート | [ 41 ] [ 42 ]               |
| コーク映画祭                             | 2018年11月18日 | Spirit of the Festival Award                       | 『女王陛下のお気に入り』 | ノミネート | [ 43 ]                      |
| 衣裳デザイナー組合賞                     | 2019年2月19日  | 衣装デザイン賞 (歴史映画部門)                      | サンディ・パウエル | 受賞       | [ 44 ]                      |
| クリティクス・チョイス・アワード         | 2019年1月13日  | 作品賞                                             | 『女王陛下のお気に入り』 | ノミネート | [ 45 ] [ 46 ]               |
| クリティクス・チョイス・アワード         | 2019年1月13日  | 監督賞                                             | ヨルゴス・ランティモス | ノミネート | [ 45 ] [ 46 ]               |
| クリティクス・チョイス・アワード         | 2019年1月13日  | 主演女優賞                                         | オリヴィア・コールマン | ノミネート | [ 45 ] [ 46 ]               |
| クリティクス・チョイス・アワード         | 2019年1月13日  | 助演女優賞                                         | エマ・ストーン | ノミネート | [ 45 ] [ 46 ]               |
| クリティクス・チョイス・アワード         | 2019年1月13日  | 助演女優賞                                         | レイチェル・ワイズ | ノミネート | [ 45 ] [ 46 ]               |
| クリティクス・チョイス・アワード         | 2019年1月13日  | アンサンブル演技賞                                 | 『女王陛下のお気に入り』 | 受賞       | [ 45 ] [ 46 ]               |
| クリティクス・チョイス・アワード         | 2019年1月13日  | 脚本賞                                             | デボラ・デイヴィス トニー・マクナマラ | ノミネート | [ 45 ] [ 46 ]               |
| クリティクス・チョイス・アワード         | 2019年1月13日  | 撮影賞                                             | ロビー・ライアン | ノミネート | [ 45 ] [ 46 ]               |
| クリティクス・チョイス・アワード         | 2019年1月13日  | 美術賞                                             | フィオナ・クロンビー アリス・フェルトン | ノミネート | [ 45 ] [ 46 ]               |
| クリティクス・チョイス・アワード         | 2019年1月13日  | 編集賞                                             | ヨルゴス・マヴロプサリディス | ノミネート | [ 45 ] [ 46 ]               |
| クリティクス・チョイス・アワード         | 2019年1月13日  | 衣装デザイン賞                                     | サンディ・パウエル | ノミネート | [ 45 ] [ 46 ]               |
| クリティクス・チョイス・アワード         | 2019年1月13日  | メイクアップ&ヘアスタイリング賞                    | 『女王陛下のお気に入り』 | ノミネート | [ 45 ] [ 46 ]               |
| クリティクス・チョイス・アワード         | 2019年1月13日  | コメディ映画賞                                     | 『女王陛下のお気に入り』 | ノミネート | [ 45 ] [ 46 ]               |
| クリティクス・チョイス・アワード         | 2019年1月13日  | コメディ女優賞                                     | オリヴィア・コールマン | 受賞       | [ 45 ] [ 46 ]               |
| ダラス・フォートワース映画批評家協会賞   | 2018年12月17日 | 作品賞トップ10                                     | 『女王陛下のお気に入り』 | 3位        | [ 47 ]                      |
| ダラス・フォートワース映画批評家協会賞   | 2018年12月17日 | 主演女優賞                                         | オリヴィア・コールマン | 受賞       | [ 47 ]                      |
| ダラス・フォートワース映画批評家協会賞   | 2018年12月17日 | 助演女優賞                                         | エマ・ストーン | 2位        | [ 47 ]                      |
| ダラス・フォートワース映画批評家協会賞   | 2018年12月17日 | 助演女優賞                                         | レイチェル・ワイズ} | 3位        | [ 47 ]                      |
| ダラス・フォートワース映画批評家協会賞   | 2018年12月17日 | 監督賞                                             | ヨルゴス・ランティモス | 3位        | [ 47 ]                      |
| ダラス・フォートワース映画批評家協会賞   | 2018年12月17日 | 脚本賞                                             | デボラ・デイヴィス トニー・マクナマラ | 受賞       | [ 47 ]                      |
| ダラス・フォートワース映画批評家協会賞   | 2018年12月17日 | 撮影賞                                             | ロビー・ライアン | 2位        | [ 47 ]                      |
| デトロイト映画批評家協会賞               | 2018年12月3日  | 主演女優賞                                         | オリヴィア・コールマン | ノミネート | [ 48 ] [ 49 ]               |
| デトロイト映画批評家協会賞               | 2018年12月3日  | 助演女優賞                                         | エマ・ストーン | ノミネート | [ 48 ] [ 49 ]               |
| デトロイト映画批評家協会賞               | 2018年12月3日  | 助演女優賞                                         | レイチェル・ワイズ | ノミネート | [ 48 ] [ 49 ]               |
| デトロイト映画批評家協会賞               | 2018年12月3日  | アンサンブル演技賞                                 | 『女王陛下のお気に入り』 | ノミネート | [ 48 ] [ 49 ]               |
| デトロイト映画批評家協会賞               | 2018年12月3日  | 脚本賞                                             | デボラ・デイヴィス トニー・マクナマラ | ノミネート | [ 48 ] [ 49 ]               |
| ドリアン賞                               | 2019年1月12日  | 今年の映画                                         | 『女王陛下のお気に入り』 | 受賞       | [ 50 ] [ 51 ]               |
| ドリアン賞                               | 2019年1月12日  | 今年の監督                                         | ヨルゴス・ランティモス | ノミネート | [ 50 ] [ 51 ]               |
| ドリアン賞                               | 2019年1月12日  | 今年の映画演技 - 女優                              | オリヴィア・コールマン | 受賞       | [ 50 ] [ 51 ]               |
| ドリアン賞                               | 2019年1月12日  | 今年の映画助演演技 - 女優                          | エマ・ストーン | ノミネート | [ 50 ] [ 51 ]               |
| ドリアン賞                               | 2019年1月12日  | 今年の映画助演演技 - 女優                          | レイチェル・ワイズ | ノミネート | [ 50 ] [ 51 ]               |
| ドリアン賞                               | 2019年1月12日  | 今年のLGBTQ映画                                    | 『女王陛下のお気に入り』 | ノミネート | [ 50 ] [ 51 ]               |
| ドリアン賞                               | 2019年1月12日  | 今年の脚本                                         | デボラ・デイヴィス トニー・マクナマラ | 受賞       | [ 50 ] [ 51 ]               |
| ドリアン賞                               | 2019年1月12日  | Visually Striking Film of the Year                 | 『女王陛下のお気に入り』 | ノミネート | [ 50 ] [ 51 ]               |
| ヘント国際映画祭                         | 2018年10月19日 | 作品賞                                             | 『女王陛下のお気に入り』 | ノミネート | [ 52 ] [ 53 ]               |
| フロリダ映画批評家協会賞                 | 2018年12月21日 | 作品賞                                             | 『女王陛下のお気に入り』 | 受賞       | [ 54 ] [ 55 ]               |
| フロリダ映画批評家協会賞                 | 2018年12月21日 | 主演女優賞                                         | オリヴィア・コールマン | ノミネート | [ 54 ] [ 55 ]               |
| フロリダ映画批評家協会賞                 | 2018年12月21日 | 助演女優賞                                         | エマ・ストーン | ノミネート | [ 54 ] [ 55 ]               |
| フロリダ映画批評家協会賞                 | 2018年12月21日 | 助演女優賞                                         | レイチェル・ワイズ | ノミネート | [ 54 ] [ 55 ]               |
| フロリダ映画批評家協会賞                 | 2018年12月21日 | アンサンブル演技賞                                 | 『女王陛下のお気に入り』 | 受賞       | [ 54 ] [ 55 ]               |
| フロリダ映画批評家協会賞                 | 2018年12月21日 | 監督賞                                             | ヨルゴス・ランティモス | ノミネート | [ 54 ] [ 55 ]               |
| フロリダ映画批評家協会賞                 | 2018年12月21日 | 脚本賞                                             | デボラ・デイヴィス トニー・マクナマラ | ノミネート | [ 54 ] [ 55 ]               |
| フロリダ映画批評家協会賞                 | 2018年12月21日 | 撮影賞                                             | ロビー・ライアン | ノミネート | [ 54 ] [ 55 ]               |
| フロリダ映画批評家協会賞                 | 2018年12月21日 | 美術賞                                             | 『女王陛下のお気に入り』 | 受賞       | [ 54 ] [ 55 ]               |
| ジョージア映画批評家協会賞               | 2019年1月12日  | 作品賞                                             | 『女王陛下のお気に入り』 | ノミネート | [ 56 ]                      |
| ジョージア映画批評家協会賞               | 2019年1月12日  | 監督賞                                             | ヨルゴス・ランティモス | ノミネート | [ 56 ]                      |
| ジョージア映画批評家協会賞               | 2019年1月12日  | 主演女優賞                                         | オリヴィア・コールマン | ノミネート | [ 56 ]                      |
| ジョージア映画批評家協会賞               | 2019年1月12日  | 助演女優賞                                         | エマ・ストーン | 受賞       | [ 56 ]                      |
| ジョージア映画批評家協会賞               | 2019年1月12日  | 助演女優賞                                         | レイチェル・ワイズ | ノミネート | [ 56 ]                      |
| ジョージア映画批評家協会賞               | 2019年1月12日  | 脚本賞                                             | デボラ・デイヴィス トニー・マクナマラ | ノミネート | [ 56 ]                      |
| ジョージア映画批評家協会賞               | 2019年1月12日  | 撮影賞                                             | ロビー・ライアン | ノミネート | [ 56 ]                      |
| ジョージア映画批評家協会賞               | 2019年1月12日  | 美術賞                                             | フィオナ・クロンビー アリス・フェルトン | 受賞       | [ 56 ]                      |
| ジョージア映画批評家協会賞               | 2019年1月12日  | アンサンブル演技賞                                 | 『女王陛下のお気に入り』 | 受賞       | [ 56 ]                      |
| ヒホン国際映画祭                         | 2018年11月24日 | 作品賞                                             | 『女王陛下のお気に入り』 | ノミネート | [ 57 ] [ 58 ]               |
| ヒホン国際映画祭                         | 2018年11月24日 | 女優賞                                             | オリヴィア・コールマン | 受賞       | [ 57 ] [ 58 ]               |
| ゴールド・ダービー賞                     | 2019年2月20日  | 作品賞                                             | セシ・デンプシー エド・ギニー リー・マジデイ ヨルゴス・ランティモス                                                                                             | ノミネート | [ 59 ]                      |
| ゴールド・ダービー賞                     | 2019年2月20日  | 監督賞                                             | ヨルゴス・ランティモス | ノミネート | [ 59 ]                      |
| ゴールド・ダービー賞                     | 2019年2月20日  | 主演女優賞                                         | オリヴィア・コールマン | 受賞       | [ 59 ]                      |
| ゴールド・ダービー賞                     | 2019年2月20日  | 助演女優賞                                         | エマ・ストーン | ノミネート | [ 59 ]                      |
| ゴールド・ダービー賞                     | 2019年2月20日  | 助演女優賞                                         | レイチェル・ワイズ | ノミネート | [ 59 ]                      |
| ゴールド・ダービー賞                     | 2019年2月20日  | 脚本賞                                             | デボラ・デイヴィス トニー・マクナマラ | 受賞       | [ 59 ]                      |
| ゴールド・ダービー賞                     | 2019年2月20日  | アンサンブル演技賞                                 | ジョー・アルウィン オリヴィア・コールマン マーク・ゲイティス ニコラス・ホルト ジェニー・レインズフォールド ジェームズ・スミス エマ・ストーン レイチェル・ワイズ | 受賞       | [ 59 ]                      |
| ゴールド・ダービー賞                     | 2019年2月20日  | 撮影賞                                             | ロビー・ライアン | ノミネート | [ 59 ]                      |
| ゴールド・ダービー賞                     | 2019年2月20日  | 衣装デザイン賞                                     | サンディ・パウエル | ノミネート | [ 59 ]                      |
| ゴールド・ダービー賞                     | 2019年2月20日  | 編集賞                                             | ヨルゴス・マヴロプサリディス | ノミネート | [ 59 ]                      |
| ゴールド・ダービー賞                     | 2019年2月20日  | メイクアップ/ヘア賞                                | ナディア・ステイシー | ノミネート | [ 59 ]                      |
| ゴールド・ダービー賞                     | 2019年2月20日  | 美術賞                                             | フィオナ・クロンビー | ノミネート | [ 59 ]                      |
| ゴールデングローブ賞                     | 2019年1月6日   | 作品賞 (ミュージカル・コメディ部門)                | 『女王陛下のお気に入り』 | ノミネート | [ 60 ] [ 61 ]               |
| ゴールデングローブ賞                     | 2019年1月6日   | 主演女優賞 (ミュージカル・コメディ部門)            | オリヴィア・コールマン | 受賞       | [ 60 ] [ 61 ]               |
| ゴールデングローブ賞                     | 2019年1月6日   | 助演女優賞                                         | エマ・ストーン | ノミネート | [ 60 ] [ 61 ]               |
| ゴールデングローブ賞                     | 2019年1月6日   | 助演女優賞                                         | レイチェル・ワイズ | ノミネート | [ 60 ] [ 61 ]               |
| ゴールデングローブ賞                     | 2019年1月6日   | 脚本賞                                             | デボラ・デイヴィス トニー・マクナマラ | ノミネート | [ 60 ] [ 61 ]               |
| ゴールデン・トマト賞                     | 2019年1月11日  | ベスト・レビューコメディ映画賞                     | 『女王陛下のお気に入り』 | 2位        | [ 62 ]                      |
| ゴールデン・トマト賞                     | 2019年1月25日  | ファンが選ぶ2018年の最高の映画                     | 『女王陛下のお気に入り』 | ノミネート | [ 63 ]                      |
| ゴッサム・インディペンデント映画賞       | 2018年11月26日 | 作品賞                                             | 『女王陛下のお気に入り』 | ノミネート | [ 64 ] [ 65 ]               |
| ゴッサム・インディペンデント映画賞       | 2018年11月26日 | 脚本賞                                             | デボラ・デイヴィス トニー・マクナマラ | ノミネート | [ 64 ] [ 65 ]               |
| ゴッサム・インディペンデント映画賞       | 2018年11月26日 | 特別賞                                             | オリヴィア・コールマン エマ・ストーン レイチェル・ワイズ | 受賞       | [ 64 ] [ 65 ]               |
| ゴッサム・インディペンデント映画賞       | 2018年11月26日 | 観客賞                                             | 『女王陛下のお気に入り』 | ノミネート | [ 64 ] [ 65 ]               |
| ハリウッド映画賞                         | 2018年11月4日  | 助演女優賞                                         | レイチェル・ワイズ | 受賞?      | [ 68 ]                      |
| ハリウッド映画賞                         | 2018年11月4日  | 衣装デザイン賞                                     | サンディ・パウエル | 受賞       | [ 68 ]                      |
| ヒューストン映画批評家協会賞             | 2019年1月3日   | 作品賞                                             | 『女王陛下のお気に入り』 | 受賞       | [ 69 ] [ 70 ]               |
| ヒューストン映画批評家協会賞             | 2019年1月3日   | 監督賞                                             | ヨルゴス・ランティモス | ノミネート | [ 69 ] [ 70 ]               |
| ヒューストン映画批評家協会賞             | 2019年1月3日   | 主演女優賞                                         | オリヴィア・コールマン | ノミネート | [ 69 ] [ 70 ]               |
| ヒューストン映画批評家協会賞             | 2019年1月3日   | 助演女優賞                                         | エマ・ストーン | ノミネート | [ 69 ] [ 70 ]               |
| ヒューストン映画批評家協会賞             | 2019年1月3日   | 助演女優賞                                         | レイチェル・ワイズ | 受賞       | [ 69 ] [ 70 ]               |
| ヒューストン映画批評家協会賞             | 2019年1月3日   | 脚本賞                                             | デボラ・デイヴィス トニー・マクナマラ | 受賞       | [ 69 ] [ 70 ]               |
| ヒューストン映画批評家協会賞             | 2019年1月3日   | 撮影賞                                             | ロビー・ライアン | ノミネート | [ 69 ] [ 70 ]               |
| インディペンデント・スピリット賞         | 2019年2月23日  | 外国映画賞                                         | ヨルゴス・ランティモス | ノミネート | [ 71 ]                      |
| インディワイア批評家投票                 | 2018年12月17日 | 作品賞                                             | 『女王陛下のお気に入り』 | 4位        | [ 72 ]                      |
| インディワイア批評家投票                 | 2018年12月17日 | 監督賞                                             | ヨルゴス・ランティモス | 4位        | [ 72 ]                      |
| インディワイア批評家投票                 | 2018年12月17日 | 主演女優賞                                         | オリヴィア・コールマン | 受賞       | [ 72 ]                      |
| インディワイア批評家投票                 | 2018年12月17日 | 助演女優賞                                         | エマ・ストーン | 3位        | [ 72 ]                      |
| インディワイア批評家投票                 | 2018年12月17日 | 助演女優賞                                         | レイチェル・ワイズ | 受賞       | [ 72 ]                      |
| インディワイア批評家投票                 | 2018年12月17日 | 脚本賞                                             | デボラ・デイヴィス トニー・マクナマラ | 受賞       | [ 72 ]                      |
| インディワイア批評家投票                 | 2018年12月17日 | 撮影賞                                             | ロビー・ライアン | 5位        | [ 72 ]                      |
| 国際シネフィル賞                         | 2019年2月3日   | 作品賞                                             | 『女王陛下のお気に入り』 | 11位       | [ 73 ]                      |
| 国際シネフィル賞                         | 2019年2月3日   | 主演女優賞                                         | オリヴィア・コールマン | ノミネート | [ 73 ]                      |
| 国際シネフィル賞                         | 2019年2月3日   | 助演女優賞                                         | レイチェル・ワイズ | 受賞       | [ 73 ]                      |
| 国際シネフィル賞                         | 2019年2月3日   | 脚本賞                                             | デボラ・デイヴィス トニー・マクナマラ | ノミネート | [ 73 ]                      |
| 国際シネフィル賞                         | 2019年2月3日   | 美術賞                                             | フィオナ・クロンビー | ノミネート | [ 73 ]                      |
| 国際シネフィル賞                         | 2019年2月3日   | アンサンブル演技賞                                 | 『女王陛下のお気に入り』 | ノミネート | [ 73 ]                      |
| ラ・ロッシュ＝シュル＝ヨン映画祭         | 2018年10月21日 | 特別賞                                             | 『女王陛下のお気に入り』 | 受賞       | [ 74 ] [ 75 ]               |
| ロンドン映画批評家協会賞                 | 2019年1月20日  | 今年の映画                                         | 『女王陛下のお気に入り』 | ノミネート | [ 76 ] [ 77 ]               |
| ロンドン映画批評家協会賞                 | 2019年1月20日  | 今年の英国映画                                     | 『女王陛下のお気に入り』 | 受賞       | [ 76 ] [ 77 ]               |
| ロンドン映画批評家協会賞                 | 2019年1月20日  | 今年の監督                                         | ヨルゴス・ランティモス | ノミネート | [ 76 ] [ 77 ]               |
| ロンドン映画批評家協会賞                 | 2019年1月20日  | 今年の脚本                                         | デボラ・デイヴィス トニー・マクナマラ | 受賞       | [ 76 ] [ 77 ]               |
| ロンドン映画批評家協会賞                 | 2019年1月20日  | 今年の女優                                         | オリヴィア・コールマン | 受賞       | [ 76 ] [ 77 ]               |
| ロンドン映画批評家協会賞                 | 2019年1月20日  | 今年の助演女優                                     | レイチェル・ワイズ | 受賞       | [ 76 ] [ 77 ]               |
| ロンドン映画批評家協会賞                 | 2019年1月20日  | 今年の英国女優                                     | オリヴィア・コールマン | ノミネート | [ 76 ] [ 77 ]               |
| ロンドン映画批評家協会賞                 | 2019年1月20日  | 今年の英国女優                                     | レイチェル・ワイズ | ノミネート | [ 76 ] [ 77 ]               |
| ロンドン映画批評家協会賞                 | 2019年1月20日  | ブレイクスルー英国映画製作者                       | デボラ・デイヴィス | ノミネート | [ 76 ] [ 77 ]               |
| ロンドン映画批評家協会賞                 | 2019年1月20日  | 今年の視覚的業績                                   | フィオナ・クロンビー | ノミネート | [ 76 ] [ 77 ]               |
| ロサンゼルス映画批評家協会賞             | 2018年12月9日  | 主演女優賞                                         | オリヴィア・コールマン | 受賞       | [ 78 ]                      |
| ロサンゼルス映画批評家協会賞             | 2018年12月9日  | 脚本賞                                             | デボラ・デイヴィス トニー・マクナマラ | 2位        | [ 78 ]                      |
| ロサンゼルス映画批評家協会賞             | 2018年12月9日  | 美術賞                                             | フィオナ・クロンビー | 2位        | [ 78 ]                      |
| 映画音響編集協会賞                       | 2019年2月17日  | 長編映画 – 対話部門                                | ジョニー・バーン | ノミネート | [ 79 ]                      |
| 映画音響編集協会賞                       | 2019年2月17日  | 長編映画 - 効果部門                                | ジョニー・バーン | ノミネート | [ 79 ]                      |
| 全米映画批評家協会賞                     | 2019年1月5日   | 主演女優賞                                         | オリヴィア・コールマン | 受賞       | [ 80 ] [ 81 ]               |
| 全米映画批評家協会賞                     | 2019年1月5日   | 助演女優賞                                         | エマ・ストーン | 3位        | [ 80 ] [ 81 ]               |
| 全米映画批評家協会賞                     | 2019年1月5日   | 脚本賞                                             | デボラ・デイヴィス トニー・マクナマラ | 3位        | [ 80 ] [ 81 ]               |
| ニューヨーク映画批評家オンライン賞       | 2018年12月9日  | 脚本賞                                             | デボラ・デイヴィス トニー・マクナマラ | 受賞       | [ 82 ] [ 83 ]               |
| ニューヨーク映画批評家オンライン賞       | 2018年12月9日  | アンサンブル・キャスト賞                           | 『女王陛下のお気に入り』 | 受賞       | [ 82 ] [ 83 ]               |
| ニューヨーク映画批評家オンライン賞       | 2018年12月9日  | 作品賞トップ10                                     | 『女王陛下のお気に入り』 | 受賞       | [ 82 ] [ 83 ]               |
| ネバダ映画批評家協会賞                   | 2018年12月19日 | 助演女優賞                                         | レイチェル・ワイズ | 受賞       | [ 84 ]                      |
| ネバダ映画批評家協会賞                   | 2018年12月19日 | 脚本賞                                             | デボラ・デイヴィス トニー・マクナマラ | 受賞       | [ 84 ]                      |
| ネバダ映画批評家協会賞                   | 2018年12月19日 | 美術賞                                             | 『女王陛下のお気に入り』 | 受賞       | [ 84 ]                      |
| オンライン映画批評家協会賞               | 2019年1月2日   | 作品賞                                             | 『女王陛下のお気に入り』 | 5位        | [ 85 ]                      |
| オンライン映画批評家協会賞               | 2019年1月2日   | 監督賞                                             | ヨルゴス・ランティモス | ノミネート | [ 85 ]                      |
| オンライン映画批評家協会賞               | 2019年1月2日   | 主演女優賞                                         | オリヴィア・コールマン | ノミネート | [ 85 ]                      |
| オンライン映画批評家協会賞               | 2019年1月2日   | 助演女優賞                                         | エマ・ストーン | ノミネート | [ 85 ]                      |
| オンライン映画批評家協会賞               | 2019年1月2日   | 助演女優賞                                         | レイチェル・ワイズ | ノミネート | [ 85 ]                      |
| オンライン映画批評家協会賞               | 2019年1月2日   | 脚本賞                                             | デボラ・デイヴィス トニー・マクナマラ | ノミネート | [ 85 ]                      |
| オンライン映画批評家協会賞               | 2019年1月2日   | 編集賞                                             | ヨルゴス・マヴロプサリディス | ノミネート | [ 85 ]                      |
| オンライン映画批評家協会賞               | 2019年1月2日   | 撮影賞                                             | ロビー・ライアン | ノミネート | [ 85 ]                      |
| パームスプリングス国際映画祭             | 2019年1月3日   | Desert Palm Achievement Award                      | オリヴィア・コールマン | 受賞       | [ 86 ] [ 87 ]               |
| 全米製作者組合賞                         | 2019年1月19日  | 作品賞                                             | セシ・デンプシー エド・ギニー リー・マジデイ ヨルゴス・ランティモス                                                                                             | ノミネート | [ 88 ] [ 89 ]               |
| サンディエゴ映画批評家協会賞             | 2018年12月10日 | 作品賞                                             | 『女王陛下のお気に入り』 | ノミネート | [ 90 ] [ 91 ]               |
| サンディエゴ映画批評家協会賞             | 2018年12月10日 | 監督賞                                             | ヨルゴス・ランティモス | ノミネート | [ 90 ] [ 91 ]               |
| サンディエゴ映画批評家協会賞             | 2018年12月10日 | 衣装デザイン賞                                     | サンディ・パウエル | 受賞       | [ 90 ] [ 91 ]               |
| サンディエゴ映画批評家協会賞             | 2018年12月10日 | 編集賞                                             | ヨルゴス・マヴロプサリディス | ノミネート | [ 90 ] [ 91 ]               |
| サンディエゴ映画批評家協会賞             | 2018年12月10日 | 美術賞                                             | フィオナ・クロンビー | 受賞       | [ 90 ] [ 91 ]               |
| サンディエゴ映画批評家協会賞             | 2018年12月10日 | アンサンブル演技賞                                 | 『女王陛下のお気に入り』 | 2位        | [ 90 ] [ 91 ]               |
| サンフランシスコ映画批評家協会賞         | 2018年12月9日  | 作品賞                                             | 『女王陛下のお気に入り』 | ノミネート | [ 92 ]                      |
| サンフランシスコ映画批評家協会賞         | 2018年12月9日  | 監督賞                                             | ヨルゴス・ランティモス | ノミネート | [ 92 ]                      |
| サンフランシスコ映画批評家協会賞         | 2018年12月9日  | 主演女優賞                                         | オリヴィア・コールマン | ノミネート | [ 92 ]                      |
| サンフランシスコ映画批評家協会賞         | 2018年12月9日  | 助演女優賞                                         | エマ・ストーン | ノミネート | [ 92 ]                      |
| サンフランシスコ映画批評家協会賞         | 2018年12月9日  | 助演女優賞                                         | レイチェル・ワイズ | ノミネート | [ 92 ]                      |
| サンフランシスコ映画批評家協会賞         | 2018年12月9日  | 脚本賞                                             | デボラ・デイヴィス トニー・マクナマラ | ノミネート | [ 92 ]                      |
| サンフランシスコ映画批評家協会賞         | 2018年12月9日  | 撮影賞                                             | ロビー・ライアン | ノミネート | [ 92 ]                      |
| サンフランシスコ映画批評家協会賞         | 2018年12月9日  | 美術賞                                             | フィオナ・クロンビー | ノミネート | [ 92 ]                      |
| サンフランシスコ映画批評家協会賞         | 2018年12月9日  | 編集賞                                             | ヨルゴス・マヴロプサリディス | ノミネート | [ 92 ]                      |
| サテライト賞                             | 2019年12月17日 | 作品賞 (ミュージカル・コメディ部門)                | 『女王陛下のお気に入り』 | ノミネート | [ 93 ] [ 94 ]               |
| サテライト賞                             | 2019年12月17日 | 監督賞                                             | ヨルゴス・ランティモス | ノミネート | [ 93 ] [ 94 ]               |
| サテライト賞                             | 2019年12月17日 | 主演女優賞 (ミュージカル・コメディ部門)            | オリヴィア・コールマン | 受賞       | [ 93 ] [ 94 ]               |
| サテライト賞                             | 2019年12月17日 | 助演女優賞                                         | エマ・ストーン | ノミネート | [ 93 ] [ 94 ]               |
| サテライト賞                             | 2019年12月17日 | 助演女優賞                                         | レイチェル・ワイズ | ノミネート | [ 93 ] [ 94 ]               |
| サテライト賞                             | 2019年12月17日 | 美術賞                                             | フィオナ・クロンビー | ノミネート | [ 93 ] [ 94 ]               |
| サテライト賞                             | 2019年12月17日 | 撮影賞                                             | ロビー・ライアン | ノミネート | [ 93 ] [ 94 ]               |
| サテライト賞                             | 2019年12月17日 | 衣装デザイン賞                                     | サンディ・パウエル | 受賞       | [ 93 ] [ 94 ]               |
| サテライト賞                             | 2019年12月17日 | アンサンブル演技賞                                 | 『女王陛下のお気に入り』 | 受賞       | [ 93 ] [ 94 ]               |
| サテライト賞                             | 2019年12月17日 | 脚本賞                                             | デボラ・デイヴィス トニー・マクナマラ | ノミネート | [ 93 ] [ 94 ]               |
| 全米映画俳優組合賞                       | 2019年1月27日  | 主演女優賞                                         | オリヴィア・コールマン | ノミネート | [ 95 ] [ 96 ]               |
| 全米映画俳優組合賞                       | 2019年1月27日  | 助演女優賞                                         | エマ・ストーン | ノミネート | [ 95 ] [ 96 ]               |
| 全米映画俳優組合賞                       | 2019年1月27日  | 助演女優賞                                         | レイチェル・ワイズ | ノミネート | [ 95 ] [ 96 ]               |
| シアトル映画批評家協会賞                 | 2018年12月17日 | 作品賞                                             | 『女王陛下のお気に入り』 | ノミネート | [ 97 ] [ 98 ]               |
| シアトル映画批評家協会賞                 | 2018年12月17日 | 監督賞                                             | ヨルゴス・ランティモス | ノミネート | [ 97 ] [ 98 ]               |
| シアトル映画批評家協会賞                 | 2018年12月17日 | 主演女優賞                                         | オリヴィア・コールマン | ノミネート | [ 97 ] [ 98 ]               |
| シアトル映画批評家協会賞                 | 2018年12月17日 | 助演女優賞                                         | エマ・ストーン | ノミネート | [ 97 ] [ 98 ]               |
| シアトル映画批評家協会賞                 | 2018年12月17日 | 助演女優賞                                         | レイチェル・ワイズ | ノミネート | [ 97 ] [ 98 ]               |
| シアトル映画批評家協会賞                 | 2018年12月17日 | アンサンブル・キャスト賞                           | 『女王陛下のお気に入り』 | ノミネート | [ 97 ] [ 98 ]               |
| シアトル映画批評家協会賞                 | 2018年12月17日 | 脚本賞                                             | デボラ・デイヴィス トニー・マクナマラ | 受賞       | [ 97 ] [ 98 ]               |
| シアトル映画批評家協会賞                 | 2018年12月17日 | 撮影賞                                             | ロビー・ライアン | ノミネート | [ 97 ] [ 98 ]               |
| シアトル映画批評家協会賞                 | 2018年12月17日 | 衣装デザイン賞                                     | サンディ・パウエル | ノミネート | [ 97 ] [ 98 ]               |
| シアトル映画批評家協会賞                 | 2018年12月17日 | 編集賞                                             | ヨルゴス・マヴロプサリディス | ノミネート | [ 97 ] [ 98 ]               |
| シアトル映画批評家協会賞                 | 2018年12月17日 | 美術賞                                             | フィオナ・クロンビー アリス・フェルトン | 受賞       | [ 97 ] [ 98 ]               |
| セントルイス映画批評家協会賞             | 2018年12月17日 | 監督賞                                             | ヨルゴス・ランティモス | ノミネート | [ 99 ]                      |
| セントルイス映画批評家協会賞             | 2018年12月17日 | 主演女優賞                                         | オリヴィア・コールマン | ノミネート | [ 99 ]                      |
| セントルイス映画批評家協会賞             | 2018年12月17日 | 助演女優賞                                         | エマ・ストーン | 次点       | [ 99 ]                      |
| セントルイス映画批評家協会賞             | 2018年12月17日 | 助演女優賞                                         | レイチェル・ワイズ | ノミネート | [ 99 ]                      |
| セントルイス映画批評家協会賞             | 2018年12月17日 | 脚本賞                                             | デボラ・デイヴィス トニー・マクナマラ | 次点       | [ 99 ]                      |
| セントルイス映画批評家協会賞             | 2018年12月17日 | 撮影賞                                             | ロビー・ライアン | ノミネート | [ 99 ]                      |
| セントルイス映画批評家協会賞             | 2018年12月17日 | 美術賞                                             | フィオナ・クロンビー | 次点       | [ 99 ]                      |
| セントルイス映画批評家協会賞             | 2018年12月17日 | コメディ映画賞                                     | 『女王陛下のお気に入り』 | 受賞       | [ 99 ]                      |
| テルライド映画祭                         | 2018年9月3日   | 銀賞                                               | エマ・ストーン | 受賞       | [ 100 ]                     |
| トロント映画批評家協会賞                 | 2018年12月10日 | 主演女優賞                                         | オリヴィア・コールマン | 受賞       | [ 101 ]                     |
| トロント映画批評家協会賞                 | 2018年12月10日 | 助演女優賞                                         | エマ・ストーン | 次点       | [ 101 ]                     |
| トロント映画批評家協会賞                 | 2018年12月10日 | 助演女優賞                                         | レイチェル・ワイズ | 次点       | [ 101 ]                     |
| トロント映画批評家協会賞                 | 2018年12月10日 | 脚本賞                                             | デボラ・デイヴィス トニー・マクナマラ | 受賞       | [ 101 ]                     |
| ユタ映画批評家協会賞                     | 2018年12月17日 | 主演女優賞                                         | オリヴィア・コールマン | 受賞       | [ 102 ]                     |
| ユタ映画批評家協会賞                     | 2018年12月17日 | 脚本賞                                             | デボラ・デイヴィス トニー・マクナマラ | 次点       | [ 102 ]                     |
| バンクーバー映画批評家協会賞             | 2018年12月17日 | 作品賞                                             | 『女王陛下のお気に入り』 | ノミネート | [ 103 ] [ 104 ]             |
| バンクーバー映画批評家協会賞             | 2018年12月17日 | 主演女優賞                                         | オリヴィア・コールマン | 受賞       | [ 103 ] [ 104 ]             |
| バンクーバー映画批評家協会賞             | 2018年12月17日 | 助演女優賞                                         | エマ・ストーン | ノミネート | [ 103 ] [ 104 ]             |
| バンクーバー映画批評家協会賞             | 2018年12月17日 | 助演女優賞                                         | レイチェル・ワイズ | 受賞       | [ 103 ] [ 104 ]             |
| バンクーバー映画批評家協会賞             | 2018年12月17日 | 監督賞                                             | ヨルゴス・ランティモス | ノミネート | [ 103 ] [ 104 ]             |
| バンクーバー映画批評家協会賞             | 2018年12月17日 | 脚本賞                                             | デボラ・デイヴィス トニー・マクナマラ | ノミネート | [ 103 ] [ 104 ]             |
| ヴェネツィア国際映画祭                   | 2018年9月8日   | 金獅子賞                                           | 『女王陛下のお気に入り』 | ノミネート | [ 105 ] [ 106 ] [ 107 ]     |
| ヴェネツィア国際映画祭                   | 2018年9月8日   | 審査員大賞                                         | 『女王陛下のお気に入り』 | 受賞       | [ 105 ] [ 106 ] [ 107 ]     |
| ヴェネツィア国際映画祭                   | 2018年9月8日   | クィア獅子賞                                       | 『女王陛下のお気に入り』 | ノミネート | [ 105 ] [ 106 ] [ 107 ]     |
| ヴェネツィア国際映画祭                   | 2018年9月8日   | 女優賞                                             | オリヴィア・コールマン | 受賞       | [ 105 ] [ 106 ] [ 107 ]     |
| ワシントンD.C.映画批評家協会賞           | 2018年12月3日  | 作品賞                                             | 『女王陛下のお気に入り』 | ノミネート | [ 108 ]                     |
| ワシントンD.C.映画批評家協会賞           | 2018年12月3日  | 監督賞                                             | ヨルゴス・ランティモス | ノミネート | [ 108 ]                     |
| ワシントンD.C.映画批評家協会賞           | 2018年12月3日  | 主演女優賞                                         | オリヴィア・コールマン | ノミネート | [ 108 ]                     |
| ワシントンD.C.映画批評家協会賞           | 2018年12月3日  | 助演女優賞                                         | エマ・ストーン | ノミネート | [ 108 ]                     |
| ワシントンD.C.映画批評家協会賞           | 2018年12月3日  | 助演女優賞                                         | レイチェル・ワイズ | ノミネート | [ 108 ]                     |
| ワシントンD.C.映画批評家協会賞           | 2018年12月3日  | アンサンブル演技賞                                 | 『女王陛下のお気に入り』 | 受賞       | [ 108 ]                     |
| ワシントンD.C.映画批評家協会賞           | 2018年12月3日  | 撮影賞                                             | ロビー・ライアン | ノミネート | [ 108 ]                     |
| ワシントンD.C.映画批評家協会賞           | 2018年12月3日  | 編集賞                                             | ヨルゴス・マヴロプサリディス | ノミネート | [ 108 ]                     |
| ワシントンD.C.映画批評家協会賞           | 2018年12月3日  | 脚本賞                                             | デボラ・デイヴィス トニー・マクナマラ | 受賞       | [ 108 ]                     |
| ワシントンD.C.映画批評家協会賞           | 2018年12月3日  | 美術賞                                             | フィオナ・クロンビー | ノミネート | [ 108 ]                     |
| 女性映画批評家協会賞                     | 2018年12月15日 | 女性映画賞                                         | 『女王陛下のお気に入り』 | 受賞       | [ 109 ] [ 110 ]             |
| 女性映画批評家協会賞                     | 2018年12月15日 | 主演女優賞                                         | オリヴィア・コールマン | 受賞       | [ 109 ] [ 110 ]             |
| 女性映画批評家協会賞                     | 2018年12月15日 | コメディ女優賞                                     | オリヴィア・コールマン | 受賞       | [ 109 ] [ 110 ]             |
| 女性映画批評家協会賞                     | 2018年12月15日 | 女性の作品 / アンサンブル演技賞                    | 『女王陛下のお気に入り』 | ノミネート | [ 109 ] [ 110 ]             |